# Глазовський краєзнавчий музей
Гла́зовський краєзна́вчий музе́й — заклад культури в місті Глазові, Удмуртія.

## Історія
Вперше думка про заснування в місті музею виникла ще навесні 1917 року, і 13-14 червня на засіданні з'їзду інтелігенції вотяків вперше про це було оголошено. Вже в серпні 1918 року такий музей був організований. Він знаходився спочатку в бібліотеці імені Короленка по вулиці Короленка. До 1920 року музей мав статус музейної секції при позашкільному відділі Повітового відділу народної освіти. Основу колекції складали археологічні експонати. Завідувачем секції була Агафонова Віра Іванівна, колишня вчителька жіночої гімназії. 9 вересня 1920 року В'ятський музей затвердив положення про Глазовський музей. 6 листопада він отримав статус екскурсійно-виставкового відділення при Повітовому відділу народної освіти. Завідувачем відділення була Єжова Анна Іванівна, вчителька Парезької школи. Музей знаходився в будинку колишнього царського чиновника, прокурора міста М. С. Чешкова (на розі сучасних вулиць Карла Маркса та Сибірської, нині не існує).
В січні 1925 року на базі відділення був відкритий музей «Місцевого краю». Завідувачем музею була Наговіцина Анна Іванівна (колишня Єжова). Музей складався з 5 відділів: художнього, етнографічного, економічного, відділу природи та історико-археологічного. Штат працівників — 2 особи — завідувач та сторож. Музей був відкритий тричі на тиждень і безкоштовно. Того ж року новим завідувачем була призначена Горбушина Н. П., з 1926 року — І.Бельтюкова, в 1930-ті роки — В.Чиркова. В 1934 році музею був виділений 1 поверх Будинку вотської культури по вулиці Першотравневій, 33. В музеї була створена постійна експозиція, яка освітлювала 2 теми: Удмуртія при капіталізмі та соціалізмі. В 1938 році завідувачем музею став А. К. Івшин, керівник гуртка при Будинку піонерів.
У 1941 році приміщення музею було передано під військовий шпиталь, а експонати законсервовані. Вони та майно були передані на склад райвиконкому, після чого втрачені. В травні 1946 року було дозволено відкрити новий районний краєзнавчий музей. Завідувачем лишився А. К. Івшин, який почав роботу по відновленню експонатів. Так як приміщення для музею не було виділено, експонати спочатку складались в церковній сторожці. Згідно з постановою міськвиконкому від 10 березня 1952 року музею було надано будівлю колишнього Преображенського собору, яке не підходила для цих потреб. 1954 року інспектор з Міністерства державного контролю РРФСР після огляду стану музею, ліквідував його як такого, який не має умов для розвитку.
Відновлення музею пройшло 1963 року, коли рішенням міськвиконкому було дозволено відкрити народний краєзнавчий музей. Урочисте відкриття пройшло 2 липня, працював він тричі на тиждень, експонати розміщувались в 4 залах. Розпорядженням Ради міністрів Удмуртської АРСР від 25 листопада 1968 року на базі музею від відкритий філіал республіканського краєзнавчого музею з виділенням необхідних штатів та коштів. Філіал був відкритий 25 січня 1969 року. В 1983–1985 роках музеєм керував Буня Михайло Іванович, який здійснив найбільший внесок в розвиток установи. Він записував розповіді старожилів, працював з архівами, вів переписки, збирав фотографії, публікував матеріал в місцевій газеті, видав 2 книги «Глазовські знахідки» (1971) та «Глазов. Історичний нарис» (1980).

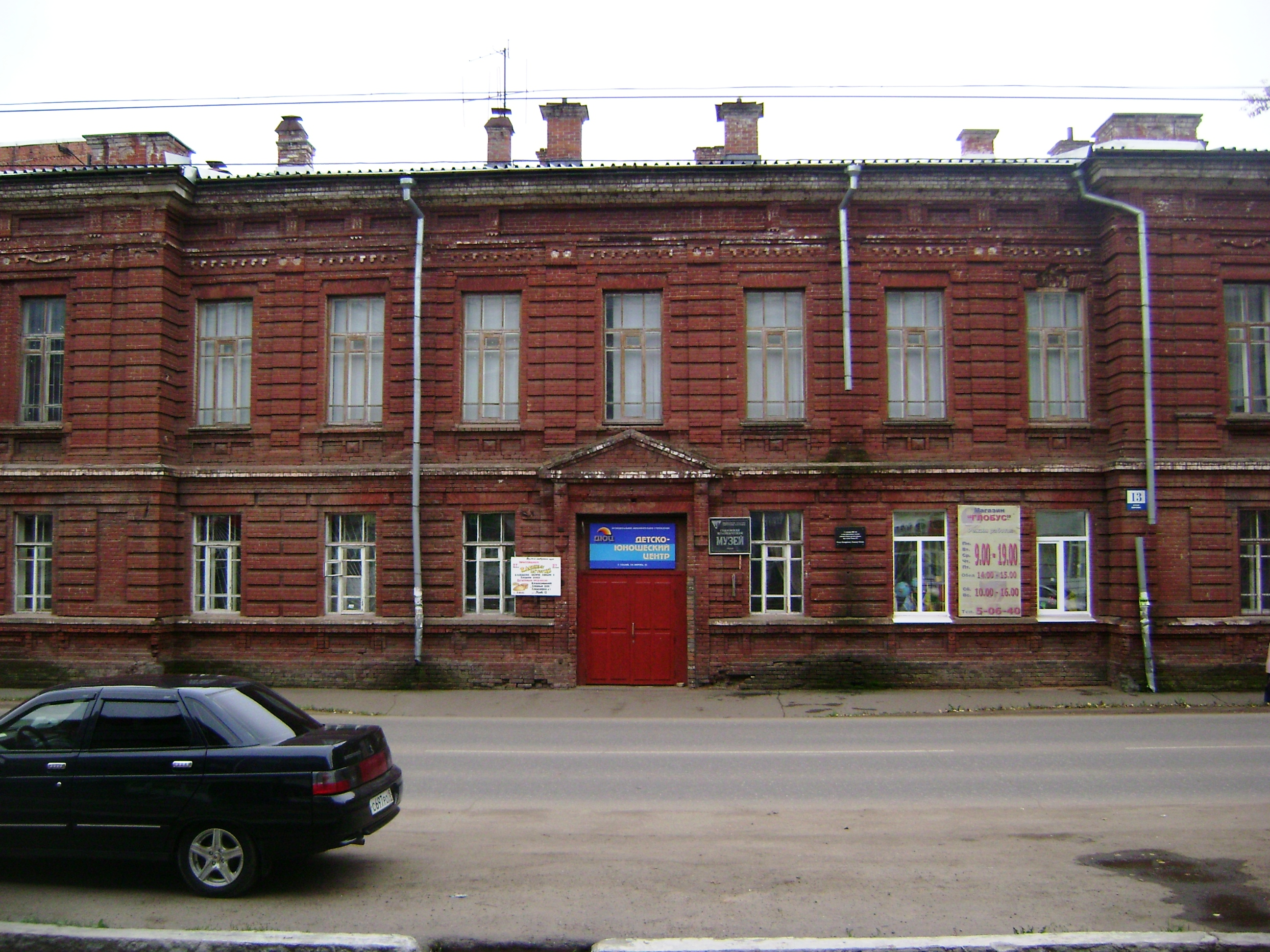
Жіноча Олександрівська гімназія

1984 року згідно з постановою міськвиконкому від 9 жовтня музею була виділена частина будівлі площею 500 м² по вулиці Кірова, 13, де він розташовується і сьогодні. Цей будинок є архітектурною пам'яткою, збудований 1898 року як жіноча Олександрівська гімназія. 1985 року помирає Буня М. І., новим завідувачем призначена Коробейникова Ольга Миколаївна. В 1992 році наказом Міністерства культури Удмуртії від 12 жовтня Глазовський філіал був виділений в окрему установу Глазовський історико-краєзнавчий музей. 1 серпня 1993 року згідно з наказом Міністерства культури Удмуртії при музеї відкрився філіал просто неба «Іднакар», який з 1997 року має статус історико-культурного музею-заповідника. 2000 року згідно з постановою Уряду Удмуртії від 23 листопада заповідник був виділений в окрему установу. З 2011 року музей має сучасну назву.

## Діяльність
Музей пропонує перегляд як постійних експозицій, так і туристичні маршрути по місту. На власному сайті створені сторінки для віртуального перегляду залів.

### Фонди
На сьогодні музей має фонд з 35884 експонатів, з них основного фонду 28590. Найбільш цінними та унікальними є колекції:
- монети, медалі та значки 1750–1976 років — 330
- сарафани, сорочки, паски, хустки, рушники, скатертини кінця XIX-початку XX століть — 33
- сорочки нижні та верхні, жіночі та дівочі, кафтани, нагрудники, фартухи, дівочі шапки (так'я, кашпу), прикраси (камалі) кінця XIX-початку XX століть — 65
- марки поштові 1920–1990 років — 1712

### Експозиції
Музей пропонує 4 експозиції:
- Всесвіт та людина, яка 2009 року перемогла в конкурсі «Науковий музей XXI століття» фонду «Династія» Д.Зиміна. На кошти був придбаний рухомий астрономічний комплекс та проекційну систему для демонстрацій
- Глазов дорадянський включає в себе 4 зали: археологічний, етнографічний, історичний та присвячений діду Петра Чайковського, одному з перший городничих міста П. Ф. Чайковському
- Справа життя про ВАТ «Чепецький машинобудівний завод», основне містотвірне підприємство
- Театр дав мені життя про народно артистку СРСР Ольгу Кніппер-Чехову

### Видавнича справа
Музей займається видавництвом власної продукції:
- буклет «Ласкаво просимо в Глазов», 2001
- книга «Справжнє „Несправжнього“ міста», 2003
- сувенірна збірка віршів Флора Васильєва «Вірю в сонце та світанку», 2004
- книга «Гарячий лід», 2004
- книга «Справа життя», 2006
- набір листівок «Страви удмуртської кухні», 2007
- буклет-путівник по музею, 2008
- набір листівок «Справжнє „Несправжнього“ міста», 2008
- книга «Гарячий лід», доповнена та перевидана, 2010